# HIStory World Tour
HIStory World Tour là chuyến lưu diễn vòng quanh thế giới thứ ba và cũng là cuối cùng của ca sĩ người Mỹ Michael Jackson. Nó đã đi qua Châu Âu, Châu Phi, Châu Á, Châu Đại Dương và Bắc Mỹ, bao gồm tổng cộng 82 buổi hòa nhạc với sự tham dự của khoảng 4,5 triệu người hâm mộ, đánh bại tour diễn Bad World Tour trước đây của chính ông với 4,4 triệu người. HIStory World Tour được xem là tour diễn thành công nhất của 1 nghệ sĩ solo vào thời điểm đó với tổng doanh thu ước tính tổng cộng hơn 238 triệu đô (không bao gồm các buổi hòa nhạc miễn phí), và đã đi qua 58 thành phố thuộc 35 quốc gia trên thế giới.

## Tổng quát:

### Buổi biểu diễn cho hoàng gia Brunei
Trước khi HIStory World Tour bắt đầu, Michael Jackson khởi động bằng việc tổ chức một buổi biểu diễn miễn phí trên sân khấu của công viên Jerudong ở Bandar Seri Begawan, Brunei ngày 16/7/1996 thu hút tới 60.000 người khiến cho công viên quá tải. Buổi biểu diễn cũng chính là một sự kiện để chào mừng sinh nhật lần thứ 50 của Quốc Vương Brunei - Hassanal Bolkiah. Trong đó có sự tham dự của gia đình hoàng gia Brunei mặc dù chính Quốc vương không tham dự.
Về cơ bản, trang phục cũng như danh sách các bài hát được biểu diễn tại đây giống với chuyến lưu diễn vòng quanh thế giới Dangerous World Tour trước đây của Michael. Trong thời gian này, những chi tiết cụ thể về chuyến lưu diễn HIStory World Tour sắp tới vẫn được giữ kín.
Buổi diễn tại Jerudong là nơi "You Are Not Alone" và "Earth Song" được biểu diễn đầu tiên (mặc dù trước đó, Earth Song đã được biểu diễn tại các lễ trao giải thưởng hay các chương trình của năm 1996) và cũng là sự trình diễn cuối cùng các bài hát "Jam", "Human Nature", "I Just Can't Stop Loving You" và "She's Out Of My Life" của Michael Jackson (Mặc dù sau đó, tất cả những bài hát trừ She's Out Of My Life đều đã được luyện tập cho This Is It). "Heal the World" mặc dù được trình diễn trong cả Dangerous World Tour và History World Tour sau này nhưng không hề có trong danh sách biểu diễn tại đây.
Một bản ghi lại của buổi biểu diễn miễn phí này với chất lượng âm thanh cao đã bị tung lên mạng Internet. Tuy nhiên nó đã bị chỉnh sửa và lồng âm thanh khác. Một bản sao kém chất lượng ghi trên băng cũng đã lan tràn trên Internet ngay sau đó.
1. "Brace Yourself" giới thiệu
2. "Jam"
3. "Wanna Be Startin' Somethin'"
4. "Human Nature"
5. "Smooth Criminal"
6. "I Just Can't Stop Loving You" với Marva Hicks
7. "She's Out of My Life"
8. The Jackson 5 phối
  - "I Want You Back"
  - "The Love You Save"
  - "I'll Be There"
9. "Thriller"
10. "Billie Jean"
11. "The Way You Make Me Feel"
12. "Black Panther" Video xen kẽ
13. "Beat It" với Jennifer Batten
14. "You Are Not Alone"
15. "Dangerous"
16. "Black or White"
17. "Man in the Mirror"

Màn kết
1. "Earth Song"

### Thông báo về tour diễn và sấn khấu

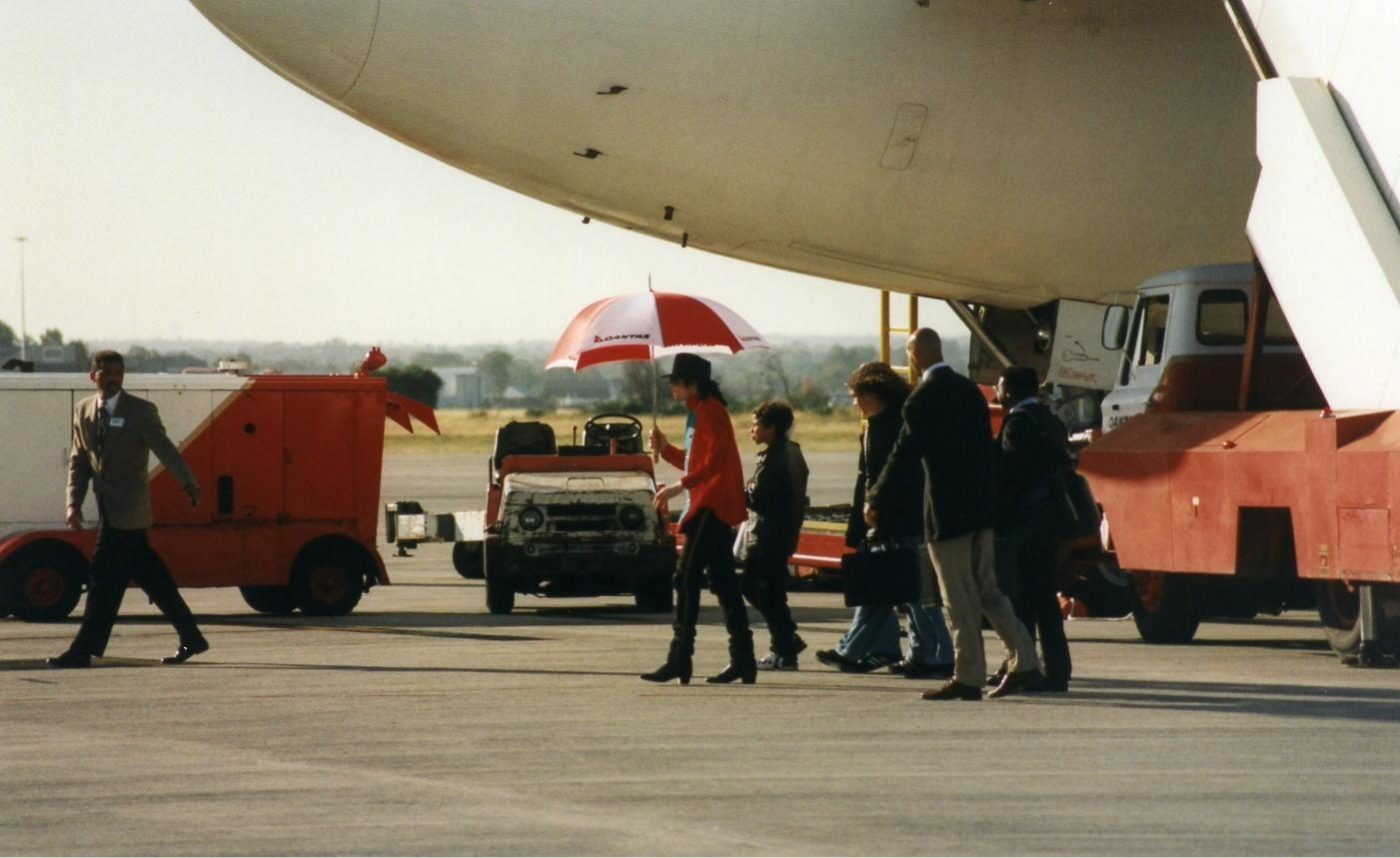
Jackson tại Sân bay Perth năm 1996.

Sự ra đời của Kingdom International ngày 19/03/1995 bởi sự liên doanh giữa Michael Jackson và Hoàng tử Al-Waleed bin Talal HRH, cháu trai của Fahd bin Abdul Aziz (vua của Ả Rập Saudi 1982-2005), đã được công bố tại một cuộc họp báo tổ chức tại Palais des Congres, Paris. Kingdom International sau khi ra đời đã tạo ra những cơ hội mới để phát triển ngành công nghiệp giải trí. Trong cuộc họp báo này Michael Jackson nói " Kingdom International chính là một giấc mơ đã trở thành hiện thực". Ngay sau đó, thông tin về chuyến lưu diễn solo thứ ba của anh được công bố với sự hào hứng của fan hâm mộ. Không giống với hai chuyến lưu diễn trước đây, HIStory World Tour không được tài trợ bởi Pepsi-Cola.

### 1996 – 1997: Điểm dừng chân đầu tiên (Châu Âu, châu Phi, châu Á, châu Úc và Hoa Kỳ)

Vé buổi biểu diễn tại Luân Đôn, 1997

Michael Jackson bắt đầu HIStory World Tour bằng một show diễn tại công viên Letna ở Cộng Hòa Séc, thu hút 125.000 người tham dự và trở thành một trong số những buổi biểu diễn có số lượng người tham dự lớn nhất trong sự nghiệp lưu diễn của Michael Jackson. Michael chỉ diễn hai buổi tại Mỹ vào ngày 3 và 04/01/1997. Lịch trình của HIStory World Tour đã loại bỏ châu Mỹ và nơi biểu diễn tiếp theo của Michael là sân vận động Aloha, Honolulu – Hawaii. Cả hai buổi biểu diễn tại đây đã thu hút tới 70.000 người hâm mộ.

### 1997: Điểm dừng chân thứ 2 (Châu Âu và châu Phi)
Điểm dừng chân thứ hai bắt đầu từ ngày 31/05/1997 tại Weserstadion ở Bremen, Đức. Tại đây "Blood On The Dance Floor" đã được thêm vào danh sách biểu diễn còn "Off the Wall" thì bị loại bỏ sau buổi diễn ở Kiel và "The Way You Make Me Feel" bị loại sau buổi diễn ở Gelsenkirchen. 
Chiếc jacket màu đỏ đã được Michael mặc một lần duy nhất là trong buổi biểu diễn này khi thể hiện bài hát "Blood On The Dance Floor". Tại các buổi biểu diễn sau đó, Michael Jackson biểu diễn bài hát với jacket màu xanh da trời.
Tuy nhiên, sau buổi biểu diễn ở Oslo, Na Uy ngày 19/08/1997, "Blood On The Dance Floor" đã bị đưa ra khỏi danh sách biểu diễn.
Ngày 29/08/1997, Michael Jackson đã biểu diễn tại sân vận động Parken ở Copenhagen, Đan Mạch với 50.000 fan tham dự nhân kỷ niệm sinh nhật lần thứ 39 của mình. Michael bất ngờ được tặng một chiếc bánh sinh nhật và ngay sau đó một dàn đồng ca trong trang phục lễ hội bước ra biểu diễn ca khúc chúc mừng sinh nhật anh. Pháo hoa được bắn ngay trên sân khấu trước khi liên khúc Jackson 5 được vang lên.
Tại Ljubljana, Slovenia một buổi biểu diễn dự định diễn ra vào ngày 7/08/1997 đã bị huỷ vì lượng vé bán ra quá thấp. Nó trở thành buổi diễn duy nhất bị huỷ bỏ trong chuyến lưu diễn này.
Show diễn ở Hippodrome Wellington tại Oostende, Bỉ dự định tổ chức vào ngày 31/08/1997 đã bị hoãn đến 03/09/1997 do sự ra đi bất ngờ của công nương Diana. Đó là buổi diễn mà khán giả phải chịu sự kiểm soát chặt chẽ với hàng rào bảo vệ và nhân viên an ninh.
Cũng từ buổi diễn này và trong một số buổi khác ở cuối tour, phần mở đầu là bài hát "Smile" của Charlie Chaplin đã được Michael thể hiện lại với hình ảnh của Diana trên màn hình lớn. Bài hát được Michael dành tặng cho công nương để tưởng nhớ đến bà. 

### Truyền hình các buổi biểu diễn

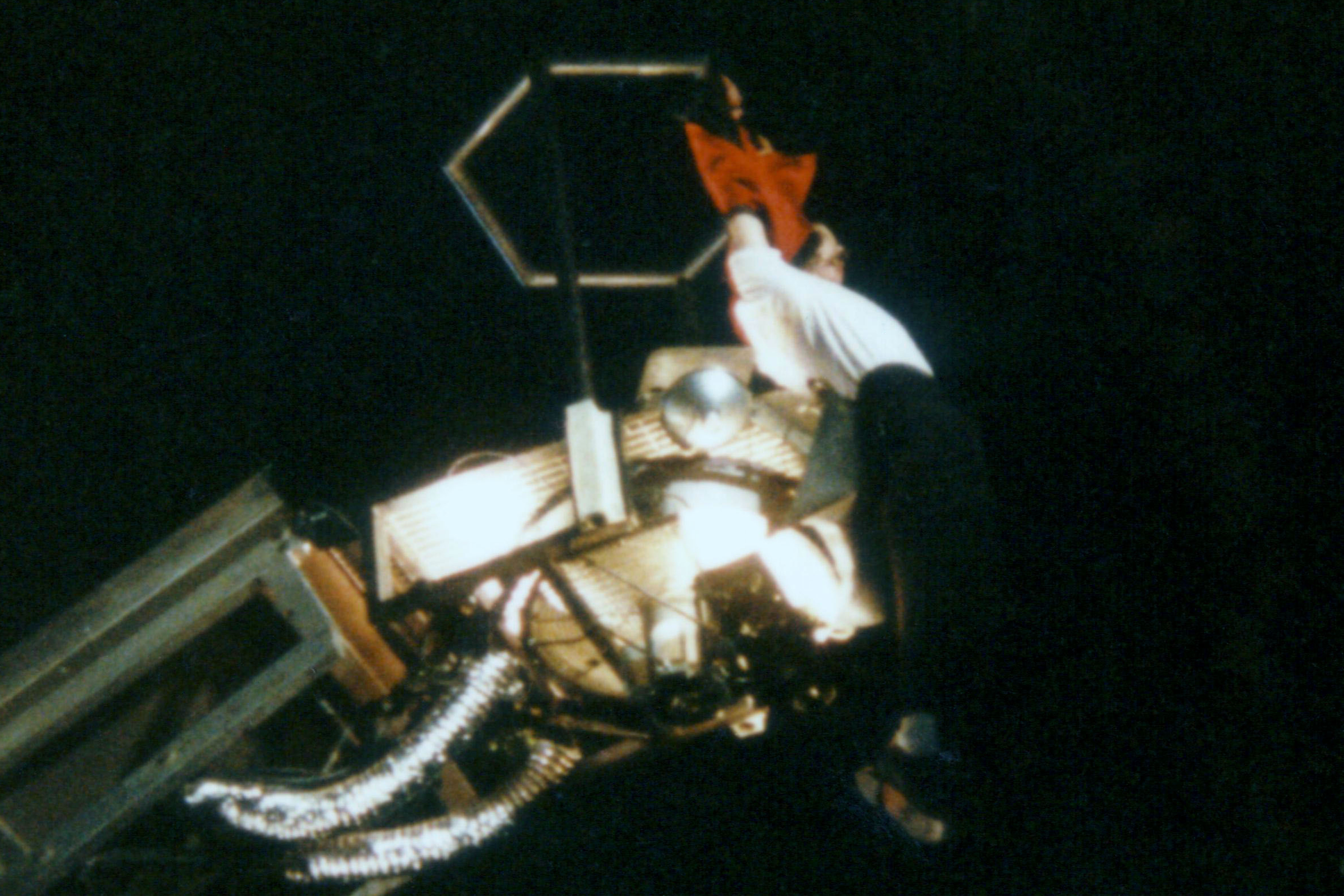
Jackson biểu diễn "Earth Song" tại Lausanne.

Tất cả các buổi biểu diễn trong HIStory World Tour (cùng với một số hoạt động khác để chuẩn bị cho chuyến lưu diễn) đều được ghi hình một cách chuyên nghiệp bởi hãng Nocturne Productions. Chỉ duy nhất 1 buổi biểu diễn vào ngày 11/10/1996 tại Seoul đã được thương mại hoá trên kênh VHS tại Hàn Quốc. Ngoài ra, Michael Jackson còn có kế hoạch phát hành đĩa DVD buổi biểu diễn tại Munich (diễn ra vào ngày 4 và 06/07/1997) nhân dịp Giáng sinh nhưng cuối cùng nó đó đã bị hủy bỏ vỉ Michael không thực sự hài lòng với các cảnh quay trong hai ngày hôm đó.
Một lượng lớn các buổi diễn đã được chiếu đầy đủ hoặc gần như đầy đủ trên truyền hình. Những phần nhỏ của các buổi diễn (đặc biệt là phần đầu của Scream/ They Don't Care About Us / In the Closet) cũng được trình chiếu rầm rộ trên toàn thế giới.
Sau đây là danh sách đầy đủ hoặc gần đầy đủ các buổi phát sóng trên truyền hình, hoặc được ghi lại theo cách khác.
Điểm dừng chân đầu tiên năm 1996:
14/09/1996: Sân vận động Lia Manoliu - Bucharest, Romania
Đây là buổi diễn thứ ba trong chuyến lưu diễn của Michael và cũng là buổi truyền hình trực tiếp đầy đủ đầu tiên của anh. Không giống như những buối diễn trực tiếp khác, phần giới thiệu với chiếc Cổng Lớn ở Kiev được chiếu lướt trên màn hình. Tiếng hò hét và cổ vũ của đám đông khán giả rất giống âm thanh của buổi diễn cho Dangerous ở Bucharest nhưng nguyên bản của âm thanh thì không rõ. Ngoài ra, có một điều đáng chú ý là khi biểu diễn "Thriller" và "Come Together / DS", Michael mặc một chiếc áo màu đỏ, trong khi anh thường mặc áo trắng cho "Thriller" và áo khoác màu xanh cho "Come Together / DS ". 
07/10/1996: Sân vận động El Menzah - Tunis, Tunisia:
Đây là buỗi diễn đầu tiên ở châu Phi năm 1996 đã được phát sóng trên kênh Nessma TV ở Tunis, tuy nhiên chỉ đến bài Heal The World là kết thúc và HIStory đã bị cắt bỏ. Trước đó chỉ có một bản amateur với chất lượng âm thanh và hình ảnh rất thấp được ghi lại. 
13/10/1996: Sân vận động Olympic - Seoul, Hàn Quốc: #
Trong khi biểu diễn bài hát "Earth Song", (Michael đứng trên một cần cẩu), một fan hâm mộ người Hàn Quốc đã leo lên cần cẩu để tới được gần Michael. Anh đã phải ôm chặt người này vì sợ cậu ta bị ngã. Khi chiếc cần cẩu hạ xuống, vệ sỹ nhanh chóng đưa người này ra khỏi sân khấu. Buổi biểu diễn này đã được phát trên băng VHS tại Hàn Quốc. Đây là buổi truyền hình thương mại duy nhất, giống như buổi diễn tại Bucharest trong chuyến lưu diễn Dangerous năm 1992 đã được HBO trình chiếu.
27/10/1996: Sân vận động Merdeka - Kuala Lumpur, Malaysia:
Với buổi biểu diễn này, các kênh truyền hình đã lược đi gần hết các bài hát không có trong danh sách biểu diễn của Dangerous World Tour. Một số phần của vài ca khúc trong buổi diễn đã được đưa trên bản tin của kênh TV1000 ngày 29/10 năm đó. Do hành động chạm vào phần kín của Michael bị phản đối ở Islam (Michael Jackson đã bị các Tiểu Vương quốc Ả Rập thống nhất cấm trong suốt chuyến lưu diễn Dangerous). Anh đã phải sửa lại hành động này trong khi biểu diễn. Buổi diễn này đã được phát sóng bởi kênh NTV7 tại Malaysia.
9/11/1996: Sân vận động Ericsson - Auckland, New Zealand:# 
Những thước phim được quay chuyên nghiệp là liên khúc "Off the Wall" và buổi diễn cuối cùng hai bài hát "Come Together / DS". Ngoài ra còn có bài hát nổi tiếng "Billie Jean" với đoạn điệp khúc lặp đi lặp lại gần phần nhảy cuối. 
16/11/1996: Sân bóng cricket Sydney- Sydney, Úc:# 
Từ buổi diễn này, chỉ có một vài bài hát được phát sóng (trên mạng Nine), cũng như các phần từ các buổi diễn ngày 14/11. Chỉ một vài giờ sau buổi diễn, Michael Jackson đã kết hôn với Debbie Rowe trong một lễ cưới tại Sheraton ở Khách sạn Park. Cả hai buổi diễn này đều được cho là sẽ xuất hiện trên truyền hình, nhưng thực tế lại không được trình chiếu. 
08/12/1996: Asian World City - Parañaque, Metro Manila, Philippines:
Buổi truyền hình đầu tiên của mạng GMA. Thường được gọi là "HIStory tour Manila". Buổi diễn cũng được phát sóng trên MediaCorp Channel 5 của Singapore khoảng tháng 10/2006. Hình biểu tượng của kênh Channel 5 mất dần sau mỗi bài hát. Mặc dù không có phần giới thiệu bài Billie Jean nhưng buổi trình diễn này có chất lượng cao hơn phiên bản của GMA. Tuy nhiên "The Way You Make Me Feel" và liên khúc "Off the Wall " đã không được biểu diễn tại đây
31/12/1996: Jerudong Park Amphitheatre - Bandar Seri Begawan, Brunei:# 
Giống như buổi diễn cho Hoàng gia hồi tháng 7, buổi diễn này chưa bao giờ được phát trên truyền hình. Cùng với buổi diễn cuối cùng, nó là một trong những buổi biểu diễn hiếm nhất. Các hãng thu tư nhân đã quay được buổi biểu diễn trên VHS chất lượng cao, nhưng chưa bao giờ phát hành toàn cảnh buổi diễn; những fan hâm mộ vẫn tranh cãi về việc liệu họ có chia sẻ những hình ảnh của biểu diễn cùng với buổi diễn Hoàng gia với cộng đồng fan hâm mộ hay không.
Vào tháng 10/2008, một VCD sao chép chất lượng kém (còn bị nén và mờ) đã được tải lên internet do một fan hâm mộ tại Bru-nây thu được nhờ một nhân viên sân khấu. Chất lượng Video thì tạm được nhưng âm thanh thì rất tệ, nhất là khi có những âm thấp. 
Bắt đầu từ tháng 2/2009, các tập tin nén và rõ từ VCD cũng đã được tải lên, mặc dù chất lượng âm thanh vẫn như nhau. 
Giống như ở Malaysia, hầu hết người dân ở Brunei là người Hồi giáo, do đó, hành động chạm vào phần kín đã bị lược bỏ tại buổi diễn này và các góc máy quay cũng không giống so với các buổi diễn khác. Trong buổi diễn này, phần đầu của "Scream" được hát rất sống động. Tuy nhiên, các bức màn được sử dụng trong "Smooth Criminal" đã không có trong buổi diễn (mặc dù nó được dùng trong buổi diễn cho Hoàng gia), và cần cẩu cho "Beat It" và "Earth Song" cũng không được sử dụng. "The Way You Make Me Feel" đã được trình diễn tại buổi diễn này, nhưng "Off the Wall Medley" thì không. 
Điểm dừng chân thứ hai, 1997:
04 & 06/ 07/1997: Sân vận động Olympic – Munich, Đức:
Michael Jackson lên kế hoạch quay phim buổi diễn này và phát hành DVD nhân dịp Giáng sinh do đó có thêm máy quay góc bao gồm cả quay cảnh đám đông hâm mộ và âm thanh của buổi diễn sau đó đã được chỉnh mạnh hơn để nhấn mạnh các bộ gõ và âm thanh từ khán giả. Buổi diễn này cũng là một thử nghiệm ban đầu của Michael Jackson với máy quay HD (High Definition). Tuy nhiên thì cuối cùng DVD này cũng không được phát hành do Michael Jackson không hài lòng với những cảnh quay sau sân khấu. Mặc dù vậy, buổi diễn đã được truyền hình rộng rãi tại nhiều quốc gia khác nhau, làm cho nó trở thành một trong những show diễn dễ tìm kiếm nhất. Phiên bản phổ biến nhất phát song bởi Sat1 và trên hầu hết các kênh khác, nhưng phiên bản khác, chẳng hạn như một phiên bản được phát sóng tại Nam Phi (với một phân đoạn nhỏ từ một buổi hòa nhạc tại Johannesburg), và một phiên bản tiếng Nhật cũng tồn tại. Hầu hết các phiên bản cũng đã được chỉnh sửa với một phân đoạn từ các buổi hòa nhạc vào ngày 3/08/1997 tại Leipzig trước Liên khúc Jackson 5. Một phiên bản không chỉnh sửa của buổi diễn từ ngày 4/07 với góc quay ban đầu trên những màn hình lớn 2 bên sân khấu (jumbotrons) và có âm thanh gốc cũng xuất hiện trên mạng. Hai video nghiệp dư được thu ngày 6/07 (một trong số đó có cảnh quay của cả hai buổi biểu diễn) cũng tồn tại. Sau sự ra đi của Michael Jackson, phiên bản Sat1 của buổi biểu diễn này đã được 5RTL chiếu lại, mà trước đó đã truyền hình trực tiếp trên kênh Veronica.
Buổi diễn cũng đã được truyền hình trên MediaCorp Channel 5 của Singapore năm 2009. Vào năm 2022, phiên bản 1080p của Bilie Jean từ buổi hòa nhạc ở Munich đã bị rò rỉ, cùng với giọng hát trực tiếp do rò rỉ bảng âm thanh cho một phần của buổi hòa nhạc đó. Có tin đồn rằng bản làm lại, ngoài một số phần của âm thanh soundboard, đã được lên kế hoạch phát hành cùng với ấn bản kỷ niệm 25 năm của album HIStory, nhưng kế hoạch có thể đã bị dừng lại do đại dịch COVID-19. 
14/08/1997: Sân vận động Parken - Copenhagen, Đan Mạch:
Buổi diễn này đã được phát sóng bởi TV1000 và Channel 3. Hầu hết VHS của phiên bản này dường như đều xuất hiện với một tiếng ồn trong video. Buổi diễn này, cùng với các buổi diễn năm 1996 tại Seoul đã được phát sóng trên truyền hình Hàn Quốc tvN Summer Special trong tháng 7/2009. Các bài "Wanna Be Startin 'Somethin'", "Stranger In Moscow" và "Blood on the Dance Floor " đã được chỉnh sửa rồi mới phát trên truyền hình. Tuy nhiên, chỉ có một phiên bản với chất lượng âm thanh rất dở được ghi lại bởi một fan hâm mộ.
16/08/1997 Sân vận động Ullevi - Gothenburg, Thụy Điển
Buổi diễn này cũng được phát sóng bởi TV1000 và Channel 3. Đây là buổi diễn rất giống với buổi diễn ở Copenhagen; cũng quay lại bài "Blood on the Dance Floor" (bài hát này được biểu diễn lần cuối ở Oslo ngày 19/08). Đoạn đầu của Scream đã có trục trặc âm thanh nhưng buổi diễn vẫn được tiếp tục. 
26/08/1997 Sân vận động Olympic - Helsinki, Phần Lan
Cũng được phát sóng bởi TV1000. Hầu hết các phiên bản xuất hiện trên mạng đều bị nhiễu, chất lượng âm thanh và video không tốt lắm. Đây là buổi diễn cuối cùng đầy đủ nhất trên video. Bản quay nghiệp dư của ngày thứ nhất cũng được phát sóng trên TV không lâu sau đó nhưng chỉ 2 bài Scream và They Don't Care About Us. 

## Danh sách bài hát
1. "Gates of Kiev" Video giới thiệu
2. "HIStory Medley"
  - "Scream"

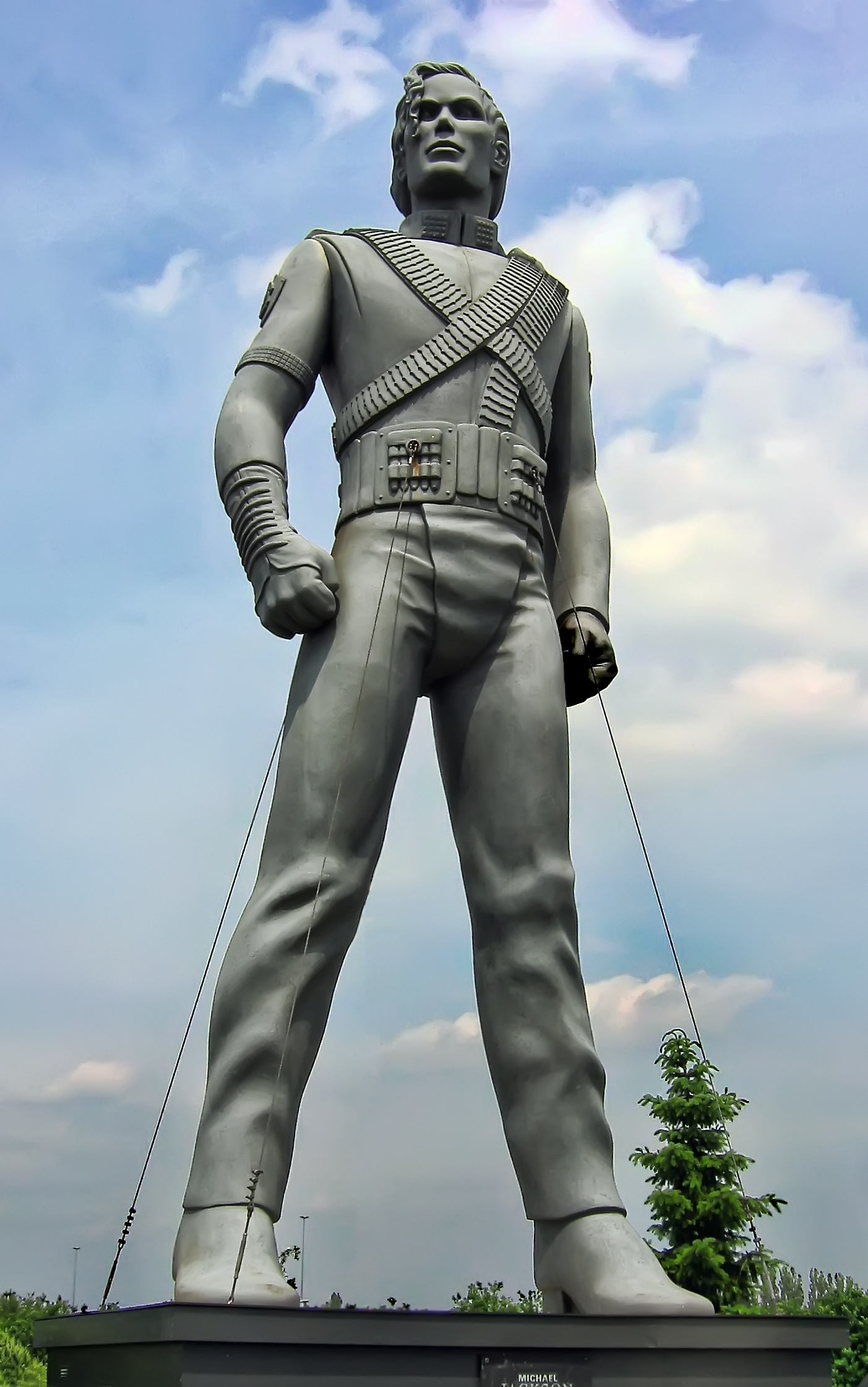
Một trong rất nhiều bức tượng dựa trên nguyên tác Tượng Michael Jackson HIStory của Diana Walczak được đặt tại khắp châu Âu để quảng bá cho HIStory

  - "They Don't Care About Us" cùng với đoạn mẫu của "HIStory"
  - "In the Closet" cùng với đoạn mẫu của "She Drives Me Wild"
3. "Wanna Be Startin' Somethin'"
4. "Stranger in Moscow"
5. "Childhood" không lời / "Smooth Criminal"
6. "The Wind" Video xen kẽ
7. "You Are Not Alone"
8. "The Way You Make Me Feel"
9. "The Jackson 5 phối"
  - "I Want You Back"
  - "The Love You Save"
  - "I'll Be There"
10. "Off the Wall Medley" 
  - "Rock with You"
  - "Off the Wall"
  - "Don't Stop 'Til You Get Enough"
11. "Remember the Time" Video xen kẽ
12. "Billie Jean"
13. "Thriller"
14. "Beat It"
15. "Come Together"/"D.S."
16. "Blood on the Dance Floor"
17. "Black Panther" Video xen kẽ (thỉnh thoảng được thay thế bằng "Brace Yourself" video)
18. "Dangerous"
19. "Black or White"
20. "Earth Song"
21. "We Are the World" Video xen kẽ
22. "Heal the World"
23. "They Don't Care About Us" không lời / "HIStory"
24. "HIStory Teaser"

- Bài hát "Smile" được phát lại trước mỗi buổi biểu diễn sau cái chết của Công nương Diana và trên màn hình hiển thị hình ảnh của công chúa.

## Lịch biểu diễn
| Thứ tự.                   | Thời gian                  | Thành phố           | Quốc gia     | Địa điểm biểu diễn                  | Khán giả                          |
| ------------------------- | -------------------------- | ------------------- | ------------ | ----------------------------------- | --------------------------------- |
| Lượt thứ nhất (1996/1997) |                            |                     |              |                                     |                                   |
| Châu Âu                   |                            |                     |              |                                     |                                   |
| 1                         | 7 tháng 9                  | Praha               | Cộng hòa Séc | Letna Park                          | 125 000                           |
| 2                         | 10 tháng 9                 | Budapest            | Hungary      | Népstadion                          | 60.000                            |
| 3                         | 14 tháng 9                 | Bucharest           | România      | Sân vận động quốc gia               | 70 000                            |
| 4                         | 17 tháng 9                 | Moskva              | Nga          | Sân vận động Dynamo                 | 50 000                            |
| 5                         | 20 tháng 9                 | Warsaw              | Ba Lan       | Sân bay Bemowo                      | 120 000                           |
| 6                         | 23 tháng 9                 | Zaragoza            | Tây Ban Nha  | La Romareda                         | 45 000                            |
| 7-9                       | 28, 30 tháng 9, 2 tháng 10 | Amsterdam           | Hà Lan       | Amsterdam ArenA                     | 68.000                            |
| Châu Phi                  |                            |                     |              |                                     |                                   |
| 10                        | 7 tháng 10                 | Tunis               | Tunisia      | Sân vận động El Menzah              | 60.000                            |
| Châu Á                    |                            |                     |              |                                     |                                   |
| 11-12                     | 11, 13 tháng 10            | Seoul               | Hàn Quốc     | Sân vận động Olympic                | 72.000                            |
| 13                        | 18 tháng 10                | Đài Bắc             | Đài Loan     | Sân vận động bóng đá Chungshan      | 40 000                            |
| 14                        | 20 tháng 10                | Cao Hùng            | Đài Loan     | Tsoying                             | 30 000                            |
| 15                        | 22 tháng 10                | Đài Bắc             | Đài Loan     | Sân vận động bóng đá Chungshan      | 40 000                            |
| 16                        | 25 tháng 10                | Singapore           | Singapore    | Sân vận động Quốc gia               | 65.000                            |
| 17-18                     | 27, 29 tháng 10            | Kuala Lumpur        | Malaysia     | Sân vận động Merdeka                | 40 000                            |
| 19                        | 1 tháng 11                 | Mumbai (Bombay)     | Ấn Độ        | Khu liên hợp thể thao Andheri       | 70 000                            |
| 20                        | 5 tháng 11                 | Bangkok             | Thái Lan     | Impact Arena                        | 12.000                            |
| Châu Đại Dương            |                            |                     |              |                                     |                                   |
| 21-22                     | 9, 11 tháng 11             | Auckland            | New Zealand  | Sân vận động Ericsson               | 43 000                            |
| 23-24                     | 14, 16 tháng 11            | Sydney              | Australia    | Sydney Cricket Ground               | 52 000                            |
| 25                        | 19 tháng 11                | Brisbane            | Australia    | Sân vận động ANZ                    | 40 000                            |
| 26-27                     | 22, 24 tháng 11            | Melbourne           | Australia    | Melbourne Cricket Ground            | 110 000                           |
| 28                        | 26 tháng 11                | Adelaide            | Australia    | Adelaide Oval                       | 30 000                            |
| 29-31                     | 30 tháng 11, 2, 4 tháng 12 | Perth               | Australia    | Burswood Dome                       | 20 000                            |
| Châu Á                    |                            |                     |              |                                     |                                   |
| 32-33                     | 8, 10 tháng 12             | Manila              | Philippines  | Asia World City                     | 55 000                            |
| 34-37                     | 12, 15, 17, 20 tháng 12    | Tokyo               | Nhật Bản     | Tokyo Dome                          | 45 000                            |
| 38-39                     | 26, 28 tháng 12            | Fukuoka             | Nhật Bản     | Fukuoka Dome                        | 40 000                            |
| 40                        | 31 tháng 12                | Bandar Seri Begawan | Brunei       | Công viên Jerudong Amphitheatre     | 60 000                            |
| Lượt thứ hai (1997)       |                            |                     |              |                                     |                                   |
| Mỹ                        |                            |                     |              |                                     |                                   |
| 41-42                     | 3, 4 tháng 1               | Honolulu            | Hawaii / Mỹ  | Sân vận động Aloha                  | 35 000                            |
| Châu Âu                   |                            |                     |              |                                     |                                   |
| 43                        | 31 tháng 5                 | Bremen              | Đức          | Weserstadion                        | 55 000                            |
| 44                        | 3 tháng 6                  | Köln                | Đức          | Sân vận động Mungersdorfer          | 60.000                            |
| 45                        | 6 tháng 6                  | Bremen              | Đức          | Weserstadion                        | 35 000                            |
| 46-47                     | 8, 10 tháng 6              | Amsterdam           | Hà Lan       | Amsterdam ArenA                     | 68.000                            |
| 48                        | 13 tháng 6                 | Kiel                | Đức          | Nordmarksportfield                  | 55 000                            |
| 49                        | 15 tháng 6                 | Gelsenkirchen       | Đức          | Parkstadion                         | 50 000                            |
| 50                        | 18 tháng 6                 | Milan               | Ý            | San Siro                            | 90.000                            |
| 51                        | 20 tháng 6                 | Lausanne            | Thụy Sĩ      | La Pontaise                         | 35 000                            |
| 52                        | 22 tháng 6                 | Bettembourg         | Luxembourg   | Krakelshaff                         | 45 000                            |
| 53                        | 25 tháng 6                 | Lyon                | Pháp         | Stade de Gerland                    | 25 000                            |
| 54-55                     | 27, 29 tháng 6             | Paris               | Pháp         | Sân vận động Công viên các Hoàng tử | 64.000 (ngày 27) 64.000 (ngày 29) |
| 56                        | 2 tháng 7                  | Viên                | Áo           | Sân vận động Ernst Happel           | 50.000                            |
| 57-58                     | 4, 6 tháng 7               | München             | Đức          | Sân vận động Olympic                | 72.000                            |
| 59                        | 9 tháng 7                  | Sheffield           | Anh Quốc     | Sân vận động Don Valley             | 45 000                            |
| 60-62                     | 12, 15, 17 tháng 7         | Luân Đôn            | Anh Quốc     | Sân vận động Wembley                | 73.000                            |
| 63                        | 19 tháng 7                 | Dublin              | Ireland      | Royal Dublin Society                | 40 000                            |
| 64                        | 25 tháng 7                 | Basel               | Thụy Sĩ      | St. Jakob-Park                      | 55.000                            |
| 65                        | 27 tháng 7                 | Nice                | Pháp         | Stade Charles-Ehrmann               | 35 000                            |
| 66                        | 1 tháng 8                  | Berlin              | Đức          | Sân vận động Olympic                | 77.000                            |
| 67                        | 3 tháng 8                  | Leipzig             | Đức          | Festwiese                           | 60 000                            |
| 68                        | 10 tháng 8                 | Hockenheim          | Đức          | Hockenheimring                      | 85 000                            |
| 69                        | 14 tháng 8                 | Copenhagen          | Đan Mạch     | Sân vận động Parken                 | 45.000                            |
| 70                        | 16 tháng 8                 | Göteborg            | Thụy Điển    | Ullevi                              | 50.000                            |
| 71                        | 19 tháng 8                 | Oslo                | Na Uy        | Valle Hovin                         | 34 000                            |
| 72                        | 22 tháng 8                 | Tallinn             | Estonia      | Song Festival Grounds               | 75 000                            |
| 73-74                     | 24, 26 tháng 8             | Helsinki            | Phần Lan     | Sân vận động Olympic                | 50.000                            |
| 75                        | 29 tháng 8                 | Copenhagen          | Đan Mạch     | Sân vận động Parken                 | 50.000                            |
| 76                        | 3 tháng 9                  | Ostend              | Bỉ           | Hippodrome Wellington               | 55 000                            |
| 77                        | 6 tháng 9                  | Valladolid          | Tây Ban Nha  | Sân vận động Nuevo Jose Zorrilla    | 45 000                            |
| Nam Phi                   |                            |                     |              |                                     |                                   |
| 78-79                     | 4, 6 tháng 10              | Cape Town           | Nam Phi      | Sân vận động Greenpoint             | 35 000                            |
| 80-81                     | 10, 12 tháng 10            | Johannesburg        | Nam Phi      | Sân vận động Johannesburg           | 57 000                            |
| 82                        | 15 tháng 10                | Durban              | Nam Phi      | Sân vận động King's Park            | 50 000                            |

## Người tham gia biểu diễn
- Trình diễn chính:
  - Ca sĩ chính, nhảy và biên đạo: Michael Jackson
- Vũ công:
  - Điểm dừng chân đầu tiên: LaVelle Smith, Shawnette Heard, Damon Navandi, Courtney Miller, Anthony Talauega, Richmond Talauega, Loru Werner, Jason Yribar
  - Điểm dừng chân thứ hai: LaVelle Smith, Cristan Judd, Stacy Walker, Anthony Talauega, Richmond Talauega, Faune Chambers
- Thành viên ban nhạc:
  - Đạo diễn âm thanh: Brad Buxer
  - Trợ lý đạo diễn âm thanh: Kevin Dorsey
  - Keyboards: Brad Buxer, Isaiah Sanders
  - Trống: Jonathan Moffett
  - Guitar chính: Jennifer Batten và Greg Howe
  - Rhythm Guitar: David Williams
  - Bass: Freddie Washington
  - Chỉ huy dàn đồng ca: Kevin Dorsey
  - Dàn đồng ca: Kevin Dorsey, Darryl Phinnessee, Dorian Holley, Fred White (lượt 2), Marva Hicks (chỉ trong lượt 1 và đầu lượt 2)

## Thực hiện
- Hãng sản xuất: MJJ Production
- Đạo diễn nghệ thuật: Michael Jackson
- Trợ lý đạo diễn: Peggy Holmes
- Bố trí hoạt cảnh: Michael Jackson & LaVelle Smith
- Thiết kế sân khấu: Kenny Ortega
- Biên soạn danh sách biểu diễn: Michael Cotton & John McGraw
- Thiết kế ánh sáng: Peter Morse
- Giám đốc an ninh: Bill Bray
- Thiết kế trang phục: Dennis Tompkins & Michael Bush
- Làm tóc và trang điểm: Karen Faye
- Người tạo mẫu: Tommy Simms
- Giám đốc nghệ sĩ: Tarak Ben Amar
- Quản lý cá nhân: Gallin Morey Associates